# Eparchia di Ruse
L'eparchia di Ruse (in bulgaro: Русенска епархия) è un'eparchia della chiesa ortodossa bulgara con sede nella città di Ruse, in Bulgaria, presso la cattedrale della Santa Trinità. L'eparchia è stata istituita nel 2001 ricavandone il territorio dall'eparchia di Dorostol. L'eparchia conta 229 chiese ed è divisa in quattro vicariati: Ruse e Razgrad, Tutrakan e Popovo.

## Storia
Il 28 febbraio 1870 sultano Abdul Aziz emise un editto di istituzione dell'esarcato bulgaro, tra le cui 15 eparchie era prevista anche quella di Ruse.
Al Consiglio del Popolo nel 1870 tenutosi a Costantinopoli fu deciso di unire le eparchie di Ruse e di Silistra in una singola eparchia di Dorostol-Czerwiensk, con sede a Ruse, e nel 1872 fu eletto il primo vescovo della nuova diocesi.
Il 17 dicembre 2001 l'eparchia di Dorostol-Czerwiensk venne divisa nell'eparchia di Ruse e nell'eparchia di Dorostol.

## Cronotassi degli eparchi

### Eparchi di Dorostol-Czerwiensk
- Gregorio (Nemtsov) † (1872 - 16 dicembre 1898 deceduto)
- Basilio (Mikhailov) † (1899 - 24 gennaio 1927 deceduto)
- Michele (Chavdarov) † (1927 - 8 maggio 1961 deceduto)
- Sofronio (Stoytchev) † (1962 - 1994 dimesso)
- Neofito (Dimitrov) † (27 marzo 1994 - 17 dicembre 2001 nominato metropolita di Ruse)

### Eparchi di Ruse
- Neofito (Dimitrov) (17 dicembre 2001 - 24 febbraio 2013 eletto patriarca)
- Naum (Dimitrov), dal 23 marzo 2014